# لائو سوئی فی
لائو سوئی فی (انگلیسی: Lau Sui Fei؛ زادهٔ ۳ ژوئیه ۱۹۸۱) یک بازیکن تنیس روی میز اهل جمهوری خلق چین است.